# Margarita Maza de Juárez, Chiapas
Margarita Maza de Juárez är en ort i Mexiko.   Den ligger i kommunen Palenque och delstaten Chiapas, i den sydöstra delen av landet, 900 km öster om huvudstaden Mexico City. Margarita Maza de Juárez ligger 255 meter över havet och antalet invånare är 300.
Terrängen runt Margarita Maza de Juárez är kuperad åt nordost, men åt sydväst är den platt. Runt Margarita Maza de Juárez är det glesbefolkat, med 15 invånare per kvadratkilometer. Närmaste större samhälle är Busiljá, 10,4 km sydväst om Margarita Maza de Juárez. I omgivningarna runt Margarita Maza de Juárez växer i huvudsak städsegrön lövskog.